# Giesbergeria anulus
Giesbergeria anulus es una bacteria gramnegativa del género Giesbergeria. Fue descrita en el año 2006. Su etimología hace referencia a anillo. Anteriormente conocida como Aquaspirillum anulus. Es aerobia y móvil por flagelos bipolares. Tiene un tamaño de 1,1-1,5 μm de diámetro, con forma de espiral. Catalasa positiva. Se ha aislado de agua dulce. 